# 柿澤崇之
柿澤 崇之（かきざわ たかゆき、1994年2月18日 - ）は、日本の俳優である。
子役時代から芸能界にデビュー、ジェイビーンズに所属。弟は、柿澤紫音と柿澤司。

## 出演作品

### テレビドラマ
- 世にも奇妙な物語（フジテレビ）
- 血脈（2003年9月8日、テレビ東京） - 山口いづみの子供役
- 月曜ドラマシリーズ「夢みる葡萄」（2003年、NHK総合）
- ミニモニ。でブレーメンの音楽隊（2004年、NHK教育）
- 東京大空襲（2008年3月17日・18日、日本テレビ）

### バラエティ
- めちゃ×2イケてるッ!（フジテレビ）
- 日立 世界・ふしぎ発見!（TBS）
- ウッチャきナンチャき（2002年、TBS）
- USOジャパン（2002年、TBS）
- 中居正広の金曜日のスマたちへ（TBS）
- ぐるぐるナインティナイン（日本テレビ）
- TVおじゃマンボウ（2004年3月、日本テレビ）
- 特命リサーチ200X（日本テレビ）
- どっちの料理ショー（日本テレビ）
- 天才てれびくんMAX（NHK教育）

### 映画
- あしたの私のつくり方（2007年4月28日、日活）
- パッチギ! LOVE&PEACE（2007年5月19日、シネカノン）
- 私は貝になりたい（2008年11月22日、東宝）
- 嘘つき女の明けない夜明け（2009年） - タカシ役
- 渋谷の女子高生が語った"呪いのリスト"3（2009年）
- 僕らのワンダフルデイズ（2009年11月7日、角川映画）
- 沖縄国際映画祭（2010年）

## CM
- ベネッセコーポレーション「ポケットチャレンジ」（2006年）
- ファンタ「ふるふるシェイカー」（2008年）
- グリコ「ポッキー」（2008年）